# Andrea Muriel
Andrea Muriel López (Ciudad de México, 15 de diciembre de 1990) es una poeta, traductora, editora y gestora cultural mexicana.

## Trayectoria
Es licenciada en lingüística y literatura hispánica en la Benemérita Universidad Autónoma de Puebla (BUAP) con la tesis El cuerpo masculino en la poesía mexicana a partir de mediados del siglo XX, y la maestría en letras inglesas en la Universidad Nacional Autónoma de México (UNAM).
En cuanto a su formación académica como escritora, fue becaria de la Fundación para las Letras Mexicanas en el área de poesía del programa de escritura creativa, institución donde asistió al Curso de Creación Literaria para Jóvenes en 2013 en el área de Poesía. Además, estudió el Diplomado en Creación literaria en el Instituto de Arte y Cultura de Puebla y la SOGEM.
Inició en el trabajo editorial como editora de la Círculo de Poesía. Revisa Electrónica de Literatura. Entre los muchos autores que publicó, se encuentran los Premios Pulitzer de Poesía Philip Levine, Jorie Graham y Lisel Mueller. Actualmente colabora con la revista de literatura y arte Vuela Palabra donde continúa difundiendo la poesía de autores contemporáneos tanto de habla hispana como de otras lenguas. Asimismo, recientemente ha fundado el proyecto editorial independiente Osa Menor.
Andrea Muriel se introdujo en el campo de la traducción gracias a la invitación de un profesor quien se enteró de que manejaba con alto nivel el italiano, pues la cercanía de su madre a dicha lengua siempre estuvo presente en su infancia. Comenzó a traducir poemas y ensayos de manera autodidacta por medio de lecturas y el estudio del trabajo de otros traductores. Más tarde comenzó a traducir para editoriales de gran renombre como Valparaíso y Seix Barral, donde tradujo Dímelo de Kim Addonizio y La imperfecta maravilla de Andrea de Carlo, respectivamente. En 2021 traducía más del inglés al español por su gusto por la poesía estadounidense y por la lengua anglosajona. Si bien la mayoría de sus traducciones se encuentran en línea en revistas literarias digitales, entre los poetas más destacados que ha traducido se encuentra Louise Glück, quien obtuviera en 2020 el Premio Nobel de Literatura.
A partir de mayo de 2020, como consecuencia del confinamiento por el primer brote de COVID en México, en un afán de calmar la ansiedad y la soledad y de volver a vincularse con las personas, surgió la idea de platicar con una amiga suya y compartir su poesía, entonces decidieron hacer un live en la cuenta de Instagram de Andrea. Le siguieron más charlas casuales hasta convertirse en el proyecto «Charla y lectura con», un video en vivo de Instagram donde cada miércoles invita a mujeres jóvenes que escriben para dar a conocer sus textos, platicar sobre sus procesos creativos, escuchar sus posturas literarias y compartir sobre sus trayectorias personales. A la par, como parte de un ejercicio de lectura y escritura en colectivo, esta charla involucrara un trabajo de análisis por parte de Muriel, pues lee la obra completa de la escritora en cuestión, hace notas y sugerencias previas a la entrevista.
El espacio se ha vuelto una red de apoyo para estas escritoras, se cuestiona la visión machista que impera en la poesía y se combaten los tabúes de la literatura escrita por mujeres. Asimismo, ha servido para dar visibilidad a las autoras y a experiencias de escritura fuera del canon, pues, en palabras de Andrea, “sigue habiendo menos espacio para poetas mujeres y por eso el espacio que sean puras mujeres con las que platico, siguen necesitándolo”.
En noviembre de 2020 Muriel lanzó su primer curso en línea sobre poesía, «La poesía del día a día: Cómo entenderla e intentar escribirla», un curso con el fin de introducirse a la poesía para acercarse a ella, aprender a leerla, identificar sus tipos y cuál coincide con uno mismo, y empezar a escribirla. A este primer taller, le han seguido otros donde lo íntimo, cotidiano y accesible de la poesía son constantes: «Sacando los trapitos al sol: poesía confesional» y «Todxs podemos escribir poemas». Su intención es compartir su experiencia, acortar a otras mujeres el camino de asumirse como escritoras y poetas, e impulsarlos a escribir poesía.
A la par, con el fin de fomentar la lectura de la poesía escrita por mujeres comenzó el «Club de lectura: poesía y feminismo» donde una vez al mes acompaña la lectura de un poemario y al siguiente un libro de feminismo, escritos por una o varias autoras, por medio de la plataforma de mecenazgo artístico Patreon.

### Poesía
A veces el amor es un cactus, su primer poemario reúne 29 poemas de amor y desamor, así como de sus procesos de crecimiento, en la edición mexicana y 32 en la de la editorial española Ediciones Liliputienses en torno a la metáfora del cactus somo símil de la etapa final de las relaciones. La idea surgió cuando comentaba con un amigo suyo sus recientes rupturas amorosas y las comparó con una característica particular de estas plantas: comienzan a morir sin que lo notemos porque su cuerpo exterior sigue intacto. Entonces notó que contaba con varios poemas de amor y desamor, entre otros del mismo tono, que había escrito durante seis años. Sin embargo, su publicación no fue inmediata por no tratarse de una publicación alineada al canon literario, aunque al terminar las lecturas de poesía las personas se le acercaban a preguntar por su libro. «Ahí fue cuando me di cuenta de que quería escribir para las personas comunes y corrientes, y no para la crítica literaria», dice Muriel. Entre los elementos que destacan en el libro se encuentran lo sensorial, la creación de atmósferas actuales, una voz fresca y joven, las referencias a la cultura popular, las redes sociales y la tecnología.

## Obra

### Libros
- A veces el amor es un cactus. Osa menor, 2019;[17] Ediciones Liliputienses, 2021.[18]

### Trabajo editorial
- VV. AA., Andrea Muriel y David Ruano González (eds.). (2014). Sólo una vez aquí en la tierra: Cincuenta y dos poetas del mundo, ed. México: Círculo de Poesía / Valparaíso Ediciones México (Colección de Poesía).[19]
- VV. AA., Andrea Muriel (selecc.). Una muestra de poesía mexicana. Excéntrica. Poéticas en movimiento.[20]

### Traducciones

#### Del inglés al español
- Gravity Falls, Disney. (2017). La tierra antes de los cerdos. México: Planeta.[21]
- Selección de poemas de Luise Glück en Vuela Palabra.[3]

#### Del italiano al español
- Andrea de Carlo. (2018). La imperfecta maravilla. México: Seix Barral.[22]
- Gianni Darconza. (2017). Materia oscura. Italia: Raffaeli Editore.[23]
- Andrea Alì. (2015). Las personas de mi ciudad. México: Universidad Nacional Autónoma de México.[24]
- Kim Addonizio. (2015). Dímelo. España-México: Valparaíso Ediciones.[25]
- Alberto Bertoni. (2015, 2016). “La crisis del verso libre. El fenómeno neométrico y la tendencia a la prosa” en Reinventar el lirismo. España-México: Valparaíso Ediciones.[26]

## Distinciones
- Mención Honorífica en el Premio Nacional de Poesía “José Francisco Conde Ortega” en 2013.
- Finalista del Concurso Internacional de Poesía “Castello di Duino” 2014.[27]